# Evelyn Balser
Evelyn Balser (* 1941 in Berlin) ist eine deutsche Schauspielerin und Hörspielsprecherin.

## Leben und Wirken
Ab Beginn der 1960er Jahre hatte Evelyn Balser ein Engagement am Düsseldorfer Schauspielhaus. Etwa zehn Jahre später wechselte sie nach Wien ins Theater in der Josefstadt. Während ihrer Düsseldorfer Zeit war sie auch im Bereich Hörspiel tätig. Für das Fernsehen wirkte sie bis 1978. Einen höheren Bekanntheitsgrad erreichte sie durch die Rolle der Svea Melchior in der ARD-Serie Die Melchiors, die von 1972 bis 1973 ausgestrahlt wurde.
Evelyn Balser ist die Tochter des Schauspielers Ewald Balser und der Schauspielerin Ernestine Bauer.

## Theaterrollen (Auswahl)
- 1961: William Shakespeare: Ein Sommernachtstraum – Regie: Karl Heinz Stroux (Düsseldorfer Schauspielhaus)
- 1964: Johann Wolfgang von Goethe: Faust I – Regie: Leopold Lindtberg (Salzburger Festspiele)
- 1971: Molière: Der Tartüff – Regie: Werner Kraut (Düsseldorfer Schauspielhaus)

## Filmografie (Auswahl)
- 1961: Wir sind noch einmal davongekommen (Fernsehfilm)
- 1966: Prinz Friedrich von Homburg (Fernsehfilm)
- 1972–1973: Die Melchiors (Fernsehserie, 26 Folgen)
- 1977: Abendlicht (Fernsehfilm)
- 1977: Heiße Ware (Fernsehfilm)
- 1978: Drei Mann auf einem Pferd (Fernsehfilm)

## Hörspiele (Auswahl)
- 1960: Jean Anouilh: General Quixotte (Theatermitschnitt) – Regie: Rudolf Steinboeck, Wilhelm Semmelroth
- 1961: Molière: Der eingebildete Kranke – Regie: Werner Hausmann
- 1962: Carmen Rossinelli: Die Liebenden von Teruel – Regie: Mathias Neumann
- 1963: Euripides: Medea – Regie: Karl Heinz Stroux
- 1963: Eugène Ionesco: Fußgänger der Luft – Regie: Karl Heinz Stroux
- 1964: Blaise Cendrars: Sarajewo – Regie: Ludwig Cremer
- 1965: Bruno Horst Bull: Die Geschichte von der Prinzessin, die zu ihrem Glück gezwungen werden mußte – Regie: Elmar Boensch
- 1966: Conrad Ferdinand Meyer: Der Schuß von der Kanzel – Regie: Hans Conrad Fischer

## Weblink
- Evelyn Balser bei IMDb